# Xanthoparmelia xanthomelanella
Xanthoparmelia xanthomelanella är en lavart som beskrevs av Elix. Xanthoparmelia xanthomelanella ingår i släktet Xanthoparmelia och familjen Parmeliaceae.   Inga underarter finns listade i Catalogue of Life.